# Ammodytes americanus
Ammodytes americanus är en fiskart som beskrevs av James Ellsworth De Kay 1842. Ammodytes americanus ingår i släktet Ammodytes och familjen tobisfiskar. Inga underarter finns listade i Catalogue of Life.

## Bildgalleri

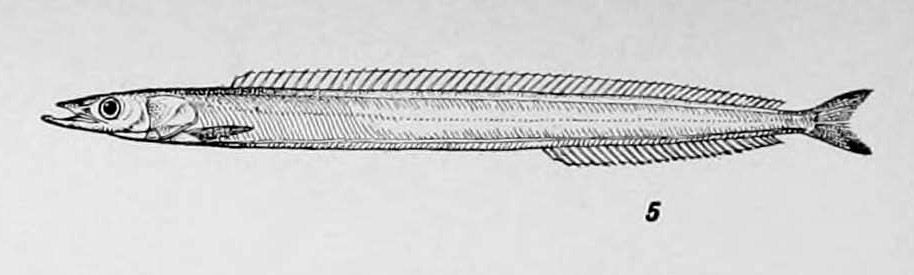
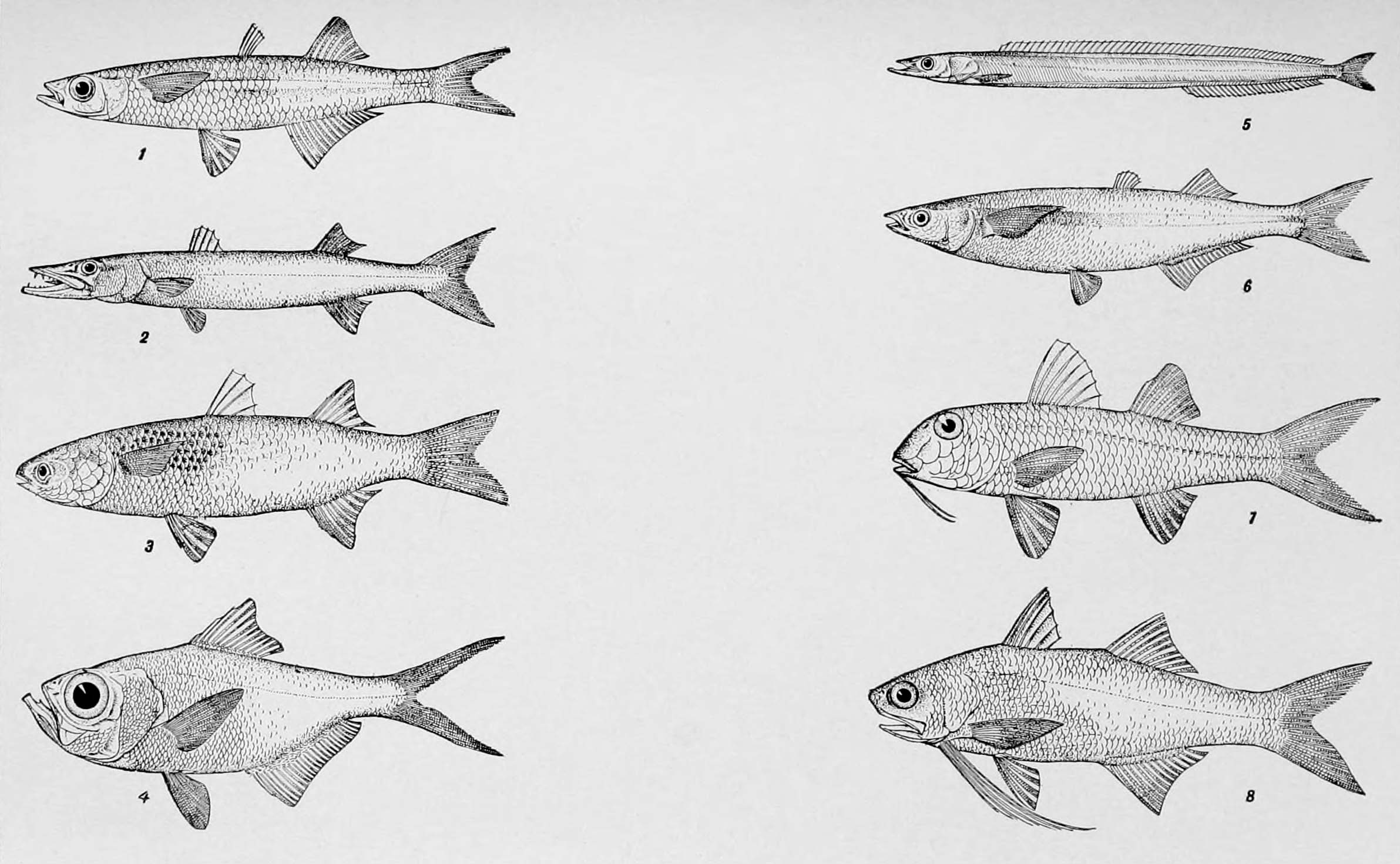